# Emeopedus insidiosus
Emeopedus insidiosus är en skalbaggsart som beskrevs av Francis Polkinghorne Pascoe 1864. Emeopedus insidiosus ingår i släktet Emeopedus och familjen långhorningar. Inga underarter finns listade i Catalogue of Life.